# Halowe Mistrzostwa Świata w Lekkoatletyce 1987 – bieg na 400 m kobiet
Bieg na 400 metrów kobiet – jedna z konkurencji biegowych rozgrywanych podczas halowych mistrzostw świata w  hali Hoosier Dome w Indianapolis. Eliminacje i półfinały zostały rozegrane 6 marca, a bieg finałowy 8 marca 1987. Zwyciężyła reprezentantka Niemieckiej Republiki Demokratycznej Sabine Busch. Tytułu zdobytego na światowych igrzyskach halowych w 1985 nie broniła Diane Dixon ze Stanów Zjednoczonych.

## Rezultaty

### Eliminacje
Rozegrano 4 biegi eliminacyjne, do których przystąpiło 19 biegaczek. Awans do półfinałów dawało zajęcie jednego z pierwszych dwóch miejsc w swoim biegu (Q). Skład półfinałów uzupełniły cztery zawodniczki z najlepszym czasem wśród przegranych (q).
Opracowano na podstawie materiału źródłowego.

#### Bieg 1
| Miejsce | Zawodniczka        | Czas  | Uwagi |
| ------- | ------------------ | ----- | ----- |
| 1       | Petra Müller       | 54,40 | Q     |
| 2       | Lillie Leatherwood | 54,69 | Q     |
| 3       | Charmaine Crooks   | 55,00 | q     |
| 4       | Kehinde Vaughan    | 56,72 |       |
| 5       | Esther Kavaya      | 58,23 |       |

#### Bieg 2
| Miejsce | Zawodniczka               | Czas  | Uwagi       |
| ------- | ------------------------- | ----- | ----------- |
| 1       | Rosica Stamenowa          | 53,47 | Q           |
| 2       | Esmie Lawrence            | 53,74 | Q           |
| 3       | Airat Bakare              | 53,83 | q,          |
| 4       | Josephine Mary Singarayar | 56,05 | [ 1 ] [ 2 ] |
| –       | Ana María Luzio           | DNS   |             |

#### Bieg 3
| Miejsce | Zawodniczka         | Czas  | Uwagi       |
| ------- | ------------------- | ----- | ----------- |
| 1       | Judit Forgács       | 53,80 | Q           |
| 2       | Marzena Wojdecka    | 54,13 | Q           |
| 3       | Marina Stiepanowa   | 54,78 | q           |
| 4       | Janice Kelly        | 55,20 | [ 1 ] [ 2 ] |
| –       | Nawal El Moutawakel | DNS   |             |

#### Bieg 4
| Miejsce | Zawodniczka       | Czas  | Uwagi       |
| ------- | ----------------- | ----- | ----------- |
| 1       | Sabine Busch      | 53,50 | Q           |
| 2       | Olga Nazarowa     | 53,68 | Q           |
| 3       | Cristina Pérez    | 53,84 | q           |
| 4       | Norfalia Carabalí | 55,36 | [ 1 ]       |
| 5       | Adriana Martínez  | 59,02 | [ 1 ] [ 2 ] |
| 6       | Rowan Maynard     | 59,75 |             |

### Półfinały
Rozegrano 2 biegi półfinałowe, w których wystartowało 12 biegaczek. Awans do finału dawało zajęcie jednego z trzech pierwszych miejsc w swoim biegu (Q).
Opracowano na podstawie materiału źródłowego.

#### Bieg 1
| Miejsce | Zawodniczka       | Czas  | Uwagi |
| ------- | ----------------- | ----- | ----- |
| 1       | Rosica Stamenowa  | 52,69 | Q     |
| 2       | Judit Forgács     | 52,83 | Q     |
| 3       | Esmie Lawrence    | 52,85 | Q     |
| 4       | Marzena Wojdecka  | 53,27 |       |
| 5       | Charmaine Crooks  | 53,53 |       |
| –       | Marina Stiepanowa | DNS   |       |

#### Bieg 2
| Miejsce | Zawodniczka        | Czas  | Uwagi |
| ------- | ------------------ | ----- | ----- |
| 1       | Sabine Busch       | 52,27 | Q,    |
| 2       | Lillie Leatherwood | 52,74 | Q,    |
| 3       | Olga Nazarowa      | 52,88 | Q     |
| 4       | Petra Müller       | 52,92 |       |
| 5       | Cristina Pérez     | 53,36 |       |
| 6       | Airat Bakare       | 54,12 |       |

### Finał
Opracowano na podstawie materiału źródłowego.
| Miejsce | Zawodniczka        | Czas  | Uwagi |
| ------- | ------------------ | ----- | ----- |
| 1       | Sabine Busch       | 51,66 | CR    |
| 2       | Lillie Leatherwood | 52,54 | [ 5 ] |
| 3       | Judit Forgács      | 52,68 |       |
| 4       | Olga Nazarowa      | 52,76 |       |
| 5       | Rosica Stamenowa   | 53,56 |       |
| 6       | Esmie Lawrence     | 54,38 |       |